# 오베촌 (가가와현)
오베촌(일본어: 大部村)은 일본 가가와현 쇼즈군에 있던 촌이다. 

## 역사
- 1890년 2월 15일 - 정촌제 시행에 수반해 쇼즈군 오베촌이 성립하였다.
- 1957년 3월 31일 - 도노쇼정에 편입, 동일 오베촌은 폐지되었다

## 참고 문헌
- 角川日本地名大辞典編纂委員会, 『角川日本地名大辞典 43 香川県』, 1985, 角川書店
- 四国新聞社 編『香川年鑑』 昭和31年、四国新聞社、高松市、1955年12月15日。 NCID BB10788678。OCLC 52393151。